# José António Garcia Blanco
José António Garcia Blanco (Sines, 18?? — 190?) foi um político e intelectual algarvio, educado em Inglaterra e residente em Silves, foi vice-cônsul britânico em Vila Nova de Portimão. Foi deputado às Cortes pelo círculo de Portimão. Foi amigo e editor de João de Deus de Nogueira Ramos.